# Seymour Benzer
Seymour Benzer (New York, 15 ottobre 1921 – Pasadena, 30 novembre 2007) è stato un fisico e genetista statunitense.

## Biografia
Dopo aver conseguito il dottorato nel 1947, venne assunto come assistente di fisica all'Università Purdue. Benzer venne influenzato dalla lettura del libro di Erwin Schrödinger Che cos'è la vita?, in cui il fisico riflette sulla natura fisica del gene e sull'esistenza di un "codice" della vita. Passato allo studio della fisica e della genetica, divenne uno dei principali esponenti del gruppo del fago.
Per i suoi meriti nella ricerca, l'Accademia dei Lincei gli ha conferito nel 1994 il Premio Internazionale Feltrinelli.